# Port de Bratislava
Le port de Bratislava est une infrastructure importante sur le Danube en Slovaquie.

## Infrastructures et installations
Situé dans la ville de Bratislava, il est à la confluence du canal Rhin-Main-Danube, du Corridor Baltique–Adriatique du projet Réseau transeuropéen de transport et par oléoduc à Slovnaft.